# 岡田信吉朗
岡田 信吉朗（おかだ しんきちろう、明治16年（1883年） - 昭和19年（1944年））は日本の実業家。岡田回漕店・岡田海運各（株）代表取締役。海運業。
境港海運界の重鎮として境港発展に尽くした岡田庄作（鳥取県平民、海運業、鳥取県多額納税者）の弟。

## 経歴
鳥取県西伯郡境町（現在の境港市）出身。
米子中学（現米子東高校）卒業。境港出身の米中第一回生である。
長兄と共に海運業に従い後岡田海運、岡田回漕店両社を設立する

## その他
昭和8年（1933年）の米中同窓会名簿には、彼の職務は「大阪市北区大阪ビル、岡田海運商会主」となっている。